# Laticauda crockeri
Laticauda crockeri är en ormart som beskrevs av Slevin 1934. Laticauda crockeri ingår i släktet Laticauda och familjen giftsnokar och underfamiljen havsormar. IUCN kategoriserar arten globalt som sårbar. Inga underarter finns listade i Catalogue of Life.
Arten förekommer på ön Rennell som tillhör Salomonöarna. Honor lägger ägg.